# 岡田春馬
岡田春馬（おかだ はるま、1930年3月27日-2007年(?)）は、日本の英米文学者、帝京大学名誉教授。
岐阜県出身。明治学院大学文学部英文科卒、1957年東京教育大学大学院修士課程修了。岩手大学助教授、大妻女子大学文学部教授、帝京大学文学部教授。帝京大学短期大学国際コミュニケーション学科科長を兼ねる。2005年定年退官、帝京大学名誉教授。専門分野は、現代英米短編小説と劇。

## 著書
- 『現代アメリカ文学の世界 南部作家の「孤独と愛」を中心に』八潮出版社 1971
- 『テネシィ・ウィリアムズ 作品にみる幻想と真実』八潮出版社 1983
- 『ヘミングウェイの短編小説 真実と永遠の探究を中心として』近代文芸社 1994
- 『マラマッドの短編小説 忘己利他にみる人間愛の極致』近代文芸社 1998
- 『英米短編の名作を読む 人間の真実と生き方の知恵』ディーティーピー出版 2005

### 翻訳
- 『世界名言集 和英対照』編訳 近代文芸社 1995
- 『世界名言集 真実と生き方の知恵』編訳 近代文芸社新書 2004
- 『世界の諺に学ぶ友人・友情の真実』編訳 近代文芸社新書 2006

## 論文
- <岡田春馬